# مرکز خرید مگامال
مرکز خرید مگامال یا مگامال مرکز خریدی در فاز دوم شهرک اکباتان شهر تهران در کنار ایستگاه مترو شهرک اکباتان است. ساخت آن از سال ۱۳۸۲ آغاز شد و در سال ۱۳۹۶ بازگشایی شده است. مرکز خرید مگامال توسط شرکت عمران و نوسازی اکباتان، بانک شهر و سرمایه‌گذار خارجی ساخته شده است. مالک مگامال شهرداری تهران و بانک شهر می‌باشد. این مرکز خرید داری ۵ طبقه واحد تجاری و تفریحی می‌باشد. مگامال داری یک پردیس سینمایی با ۱۰ سالن سینما و با گنجایش ۱۴۰۰ نفر می‌باشد. مگامال توانایی تحمل زلزله ۹ ریشتری را در اسکلت‌بندی خود دارد.

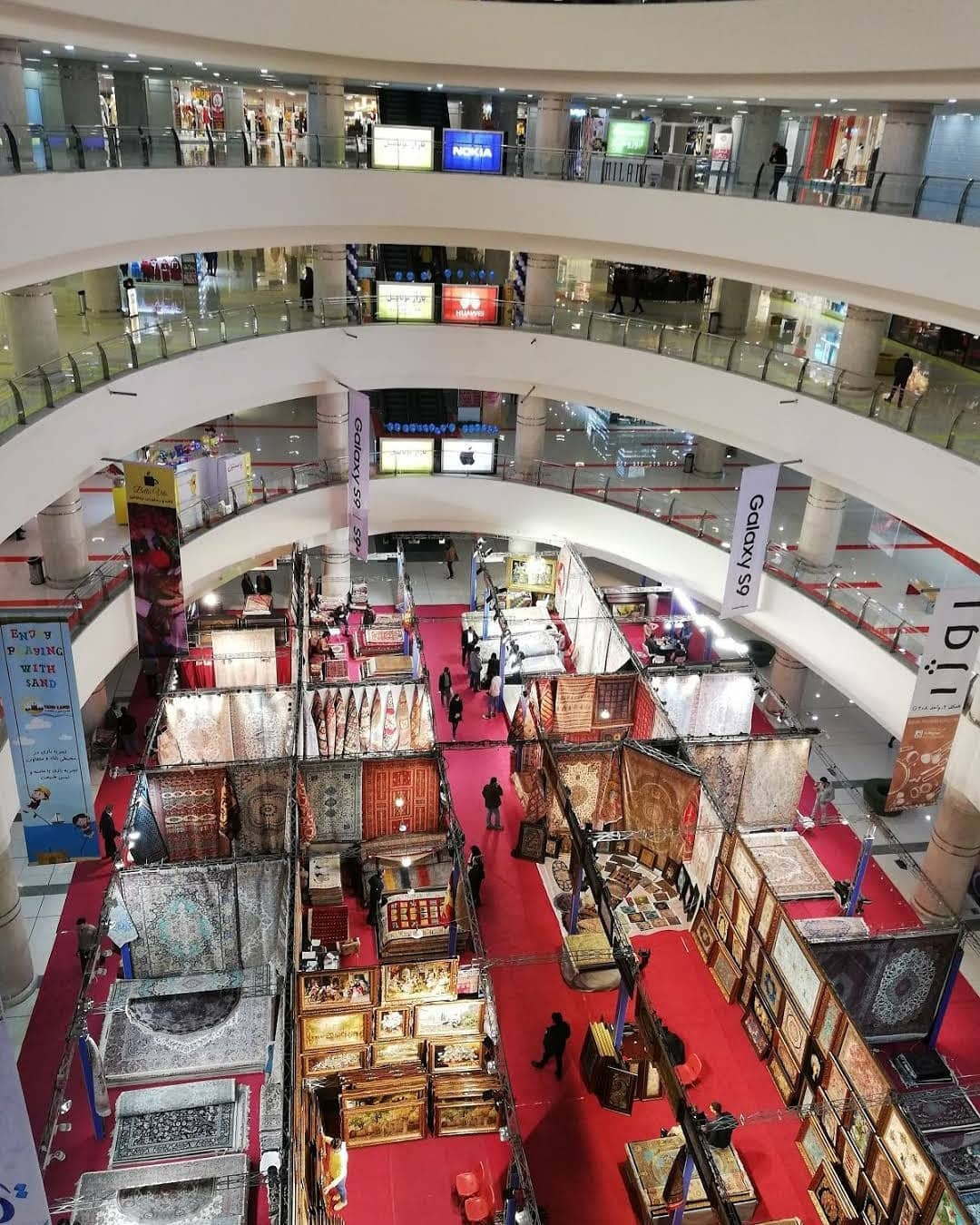
نمای طبقه سوم مگامال

زیر بنای مگامال ۲۰۰٬۰۰۰ متر مربع است که ۱۹۰٬۰۰۰ مترمربع آن تجاری می‌باشد. پارکینگ مگامال داری ۲۸۰۰ پارکینگ در ۳ طبقه است. این مرکز خرید دارای بیش از ۲۰۰ فروشگاه، رستوران و کافی شاپ می‌باشد. در طراحی آن از المان‌های معماری مدرن استفاه شده است. بخش تجاری مگامال داری یک فضای اختصاصی برای بانوان در طبقه نخست خود است. فروشگاه‌های این مرکز خرید در زمینه‌های لوازم خانه، مد و پوشاک، آرایشی بهداشتی، لوازم دیجیتال و الکترونیک، لوازم آرایشی بهداشتی، لوازم ورزشی، طلا و جواهر و یک هایپرمارکت است.
در بخش تفریحات مگامال سالن بدنسازی، سالن ماساژ، یک شهربازی سرپوشیده در طبقه سوم و مجموعه سن لند در طبقه نخست آن قرار دارد. همچنین مگامال در کنار سرای غذا خود یک ایوان با دید کوه‌های شمال تهران دارد. مرکز خرید مگامال دارای دو سرای غذا در طبقه دوم و سوم آن می‌باشد. در طبقه دوم آن رستوران ایرانی، فست فود و کافی شاپ می‌باشد و در طبقه سوم آن رستوران‌های بین‌المللی می‌باشند.

## بیشتر بخوانید
- فهرست مراکز خرید در ایران
- پردیس سینمایی مگامال